# Haapsalu
Haapsalu é uma cidade da Estónia, capital da região de Lääne.

## História
O nome Haapsalu deriva das palavras estonianas haab (álamo) e salu (palavra arcáica) (ilha). Até a primeira metade do século XX, em sueco e alemão a cidade era chamada de Hapsal. Haapsalu e a área ao redor foram o centro dos suecos estonianos do século XIII, até a evacuação de quase todos os suecos étnicos da Estônia antes da invasão soviética durante a Segunda Guerra Mundial, em 1944.
O primeiro registro escrito de Hapsal remonta a 1279, quando a cidade foi fundada e se tornou a capital do Bispado de Ösel-Wiek, onde permaneceu pelos três séculos seguintes. Edifícios que datam a época de fundação permanecem até hoje, incluindo um castelo episcopal que tem a maior igreja de nave única da Estônia.

## Atrações
É dito que a lama do mar em Haapsalu é reivindicada tem um efeito curativo. Um médico militar, Carl Abraham Hunnius, fundou o primeiro resort de "cura pela lama" em 1825. Notícias da "lama curativa" se espalharam rapidamente entre os clientes ricos na então capital russa de São Petersburgo, e em outros lugares do antigo Império Russo. Os spas de lama eram até mesmo frequentados pela família imperial russa da dinastia Romanov. Por quase 200 anos, Haapsalu tem sido um destino popular de verão onde pessoas de todo o mundo vêm para tratamento médico. Atualmente, existem três estabelecimentos de "cura de lama" em Haapsalu.
A cidade também sedia o August Blues Festival, realizado todo ano em agosto.
Desde 2005, a cidade sedia também o Haapsalu Horror and Fantasy Film Festival, um festival anual de cinema dedicado a filmes de gênero. Em 2017, os pastores de Haapsalu fizeram uma declaração aberta pedindo o fim do financiamento da cidade ao festival, alegando que o horror e a violência retratados nos filmes exibidos não eram adequados para representar a imagem da cidade turística. No mesmo ano, o festival foi realizado com um público recorde.

## Cultura popular
Pyotr Ilyich Tchaikovsky escreveu em 1867 uma suíte de três peças para piano durante sua estadia em Haapsalu, intitulada Souvenir de Hapsal (Lembranças de Hapsal - nome antigo da cidade).
No século XIX, a cidade ficou famosa por seus "Xales Haapsalu", um artesanato delicado feito por mulheres locais.
Haapsalu às vezes é chamada de "Veneza do Países Bálticos" — um título usado principalmente para promover a cidade turística para turistas estrangeiros.
Haapsalu conta com uma escola de esgrima fundada pelo esgrimista estoniano Endel Nelis, usada como cenário do filme finlandês-estoniano The Fencer. 

## Galeria

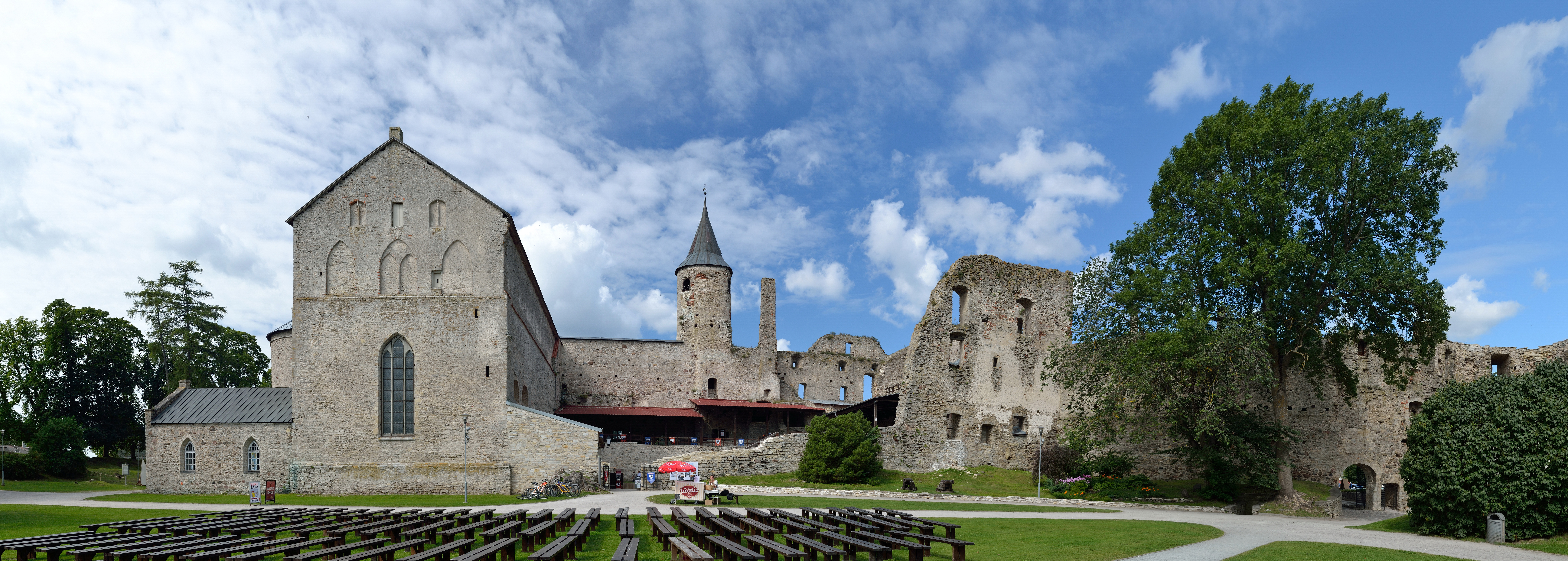
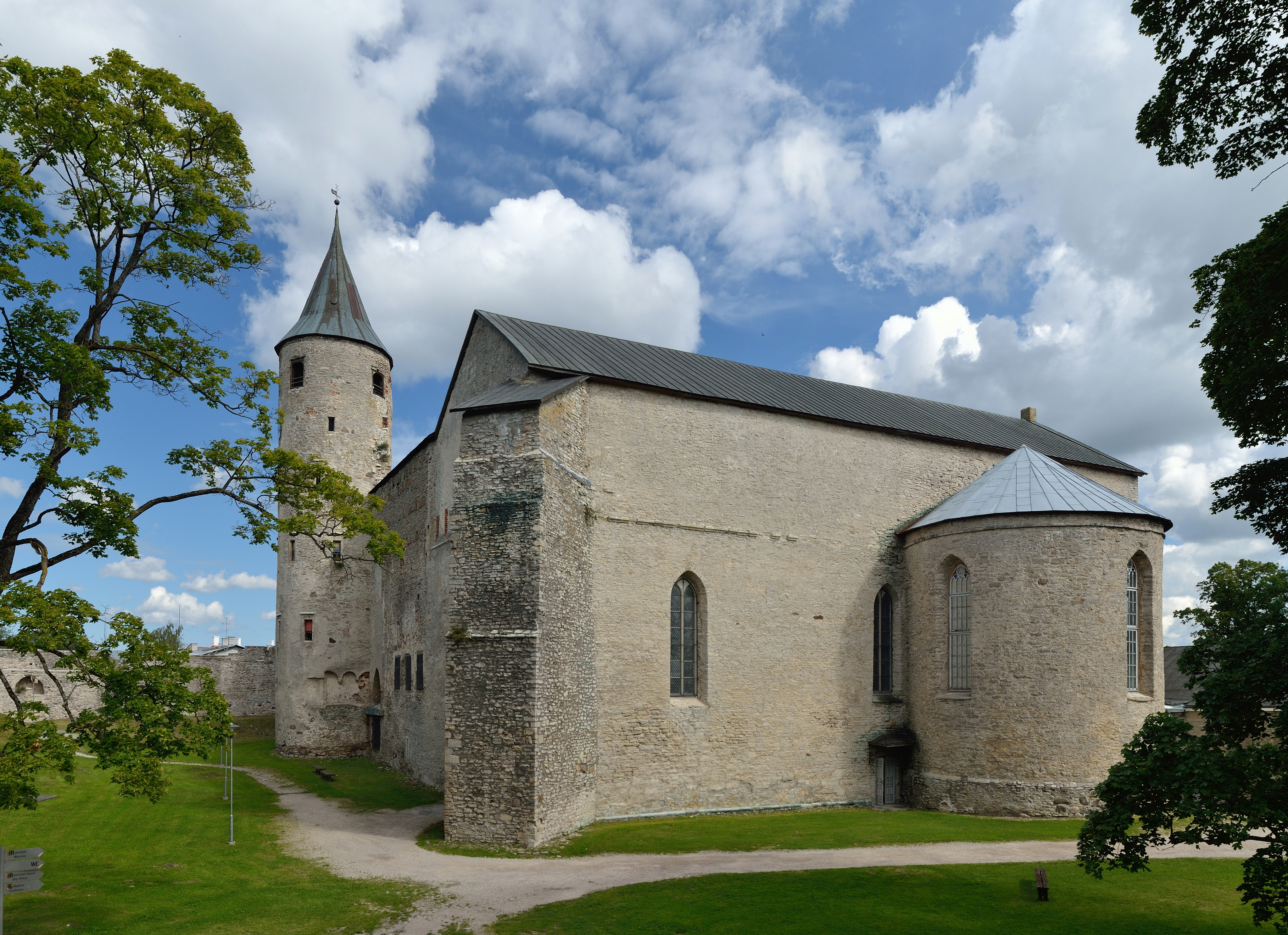
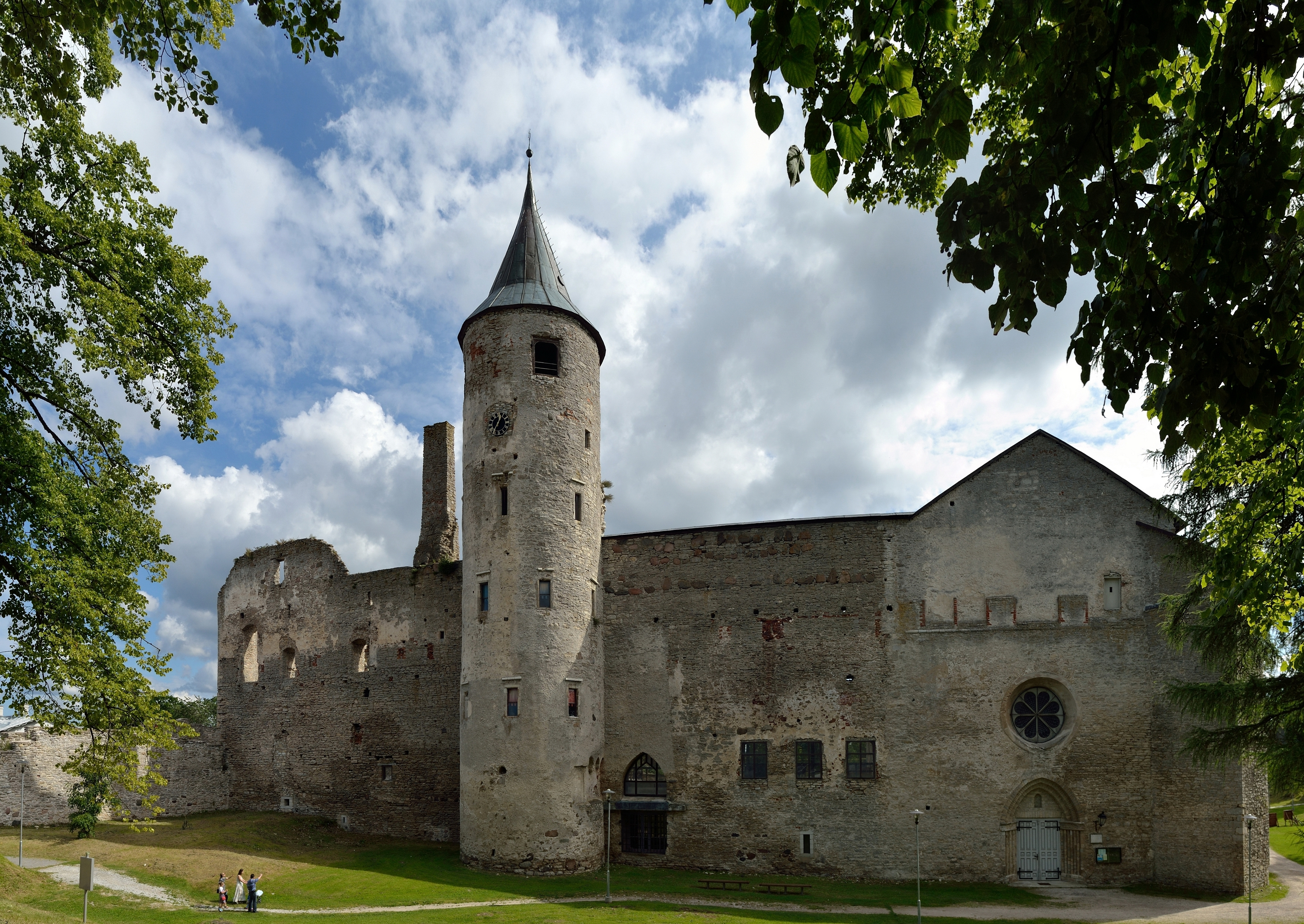
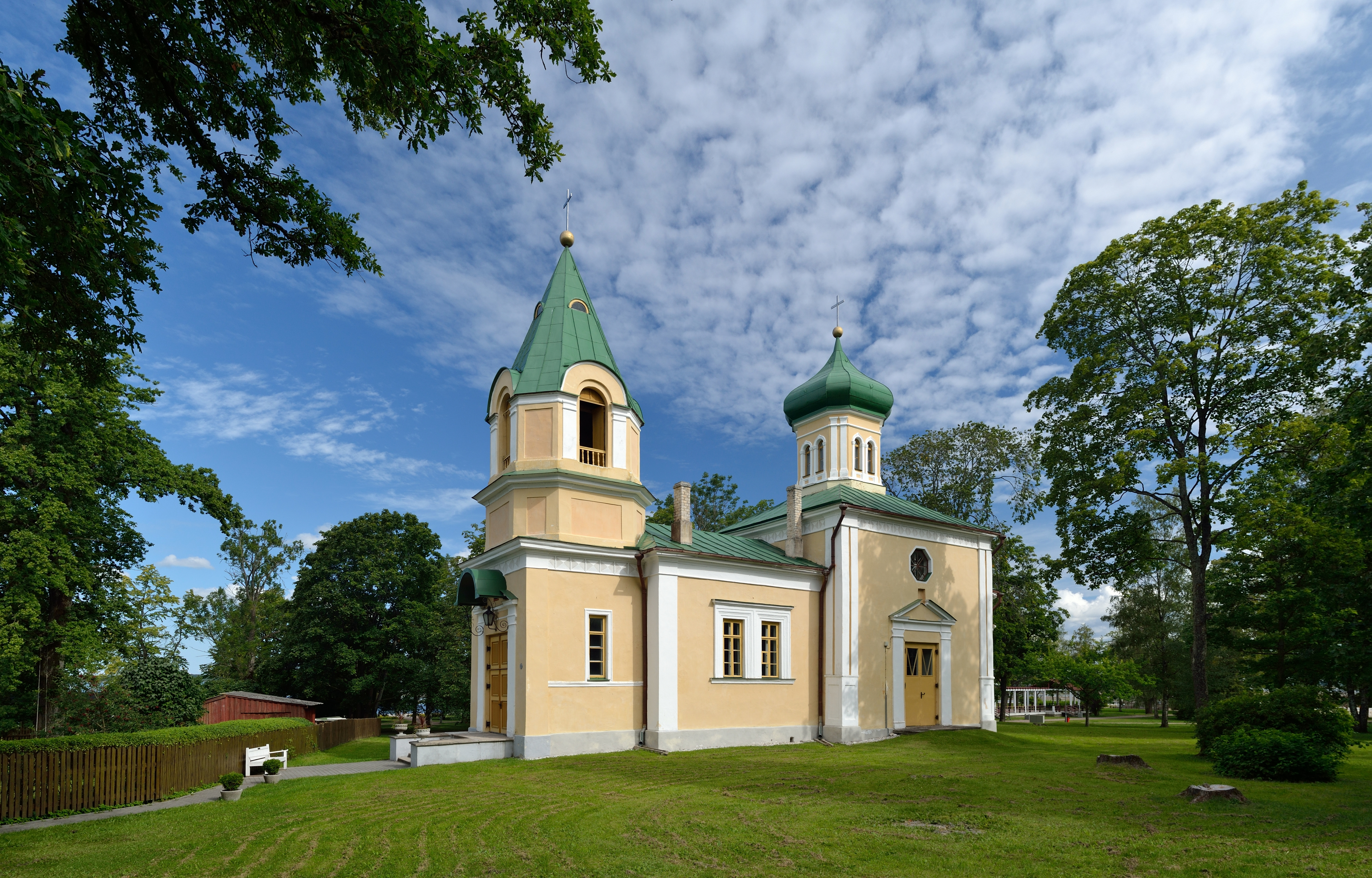
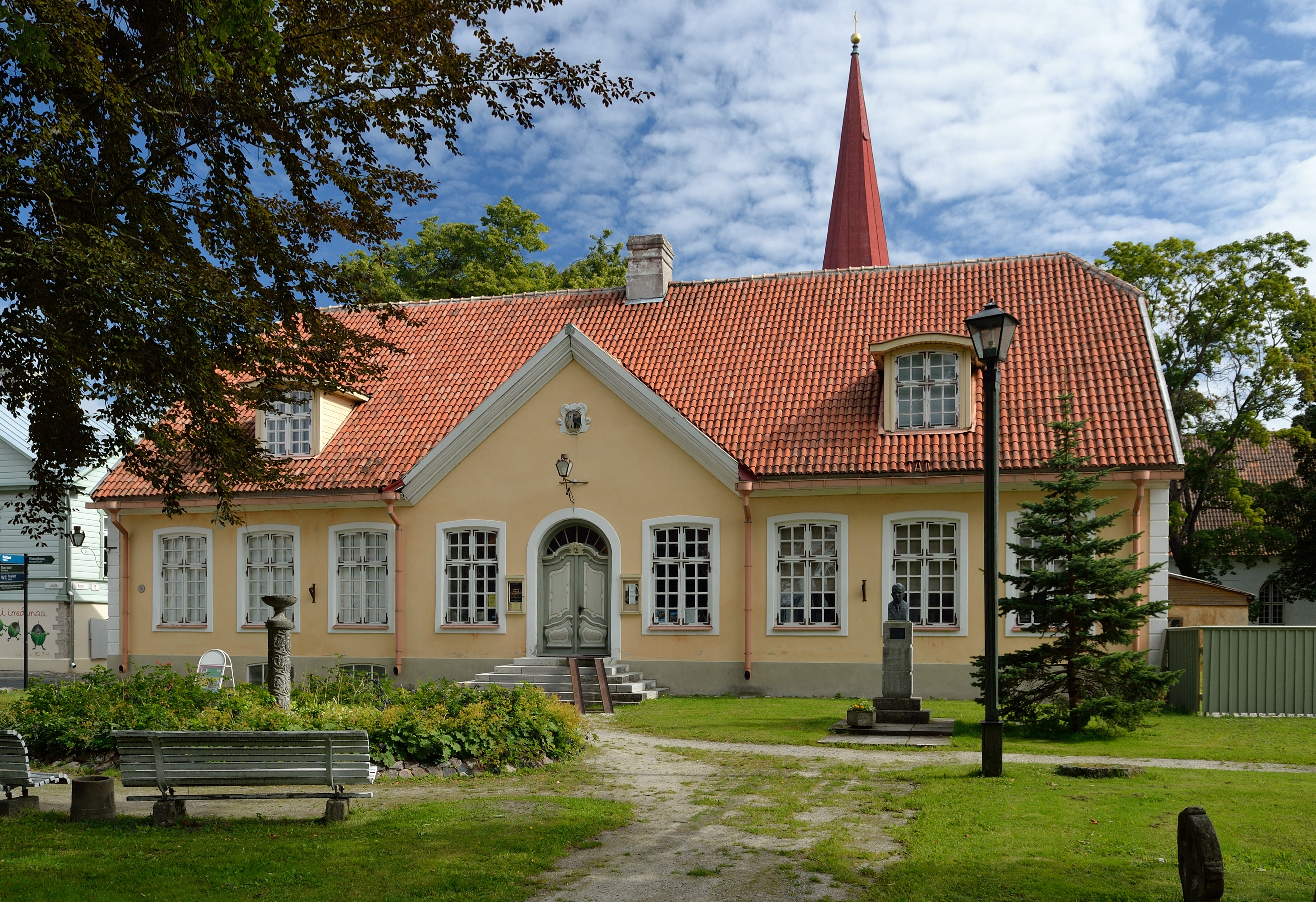
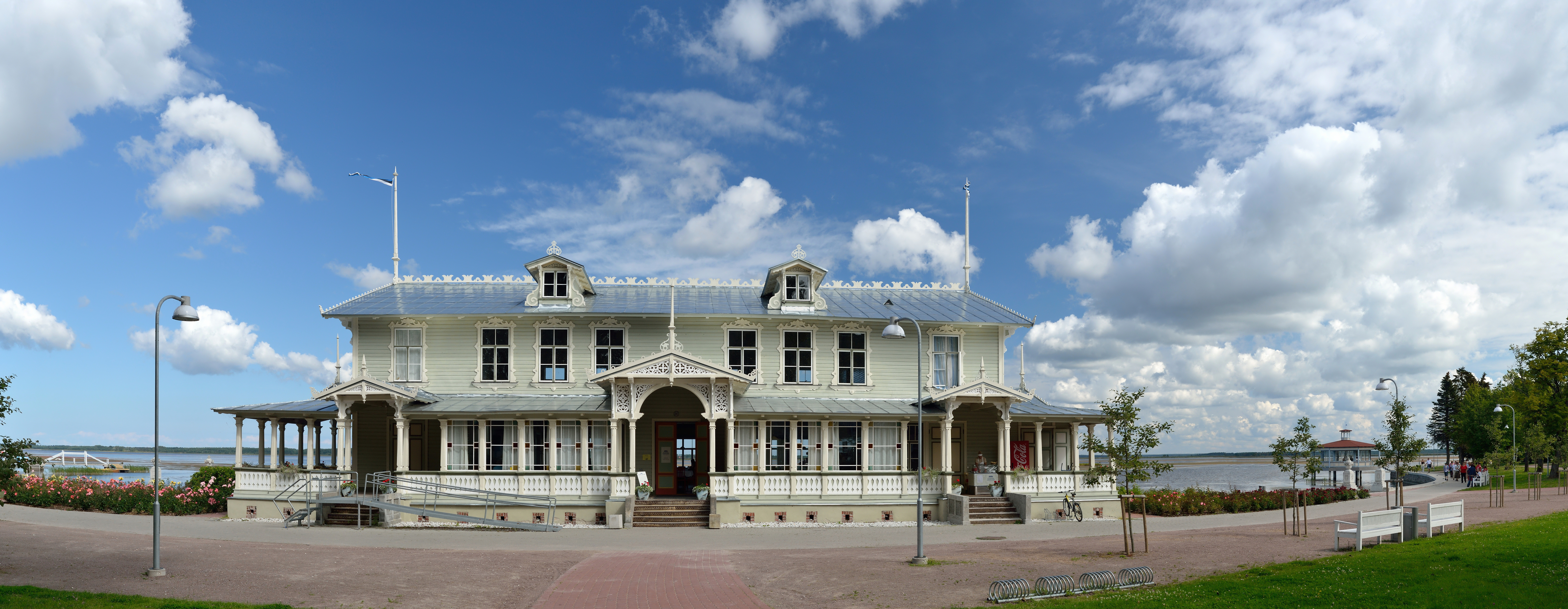
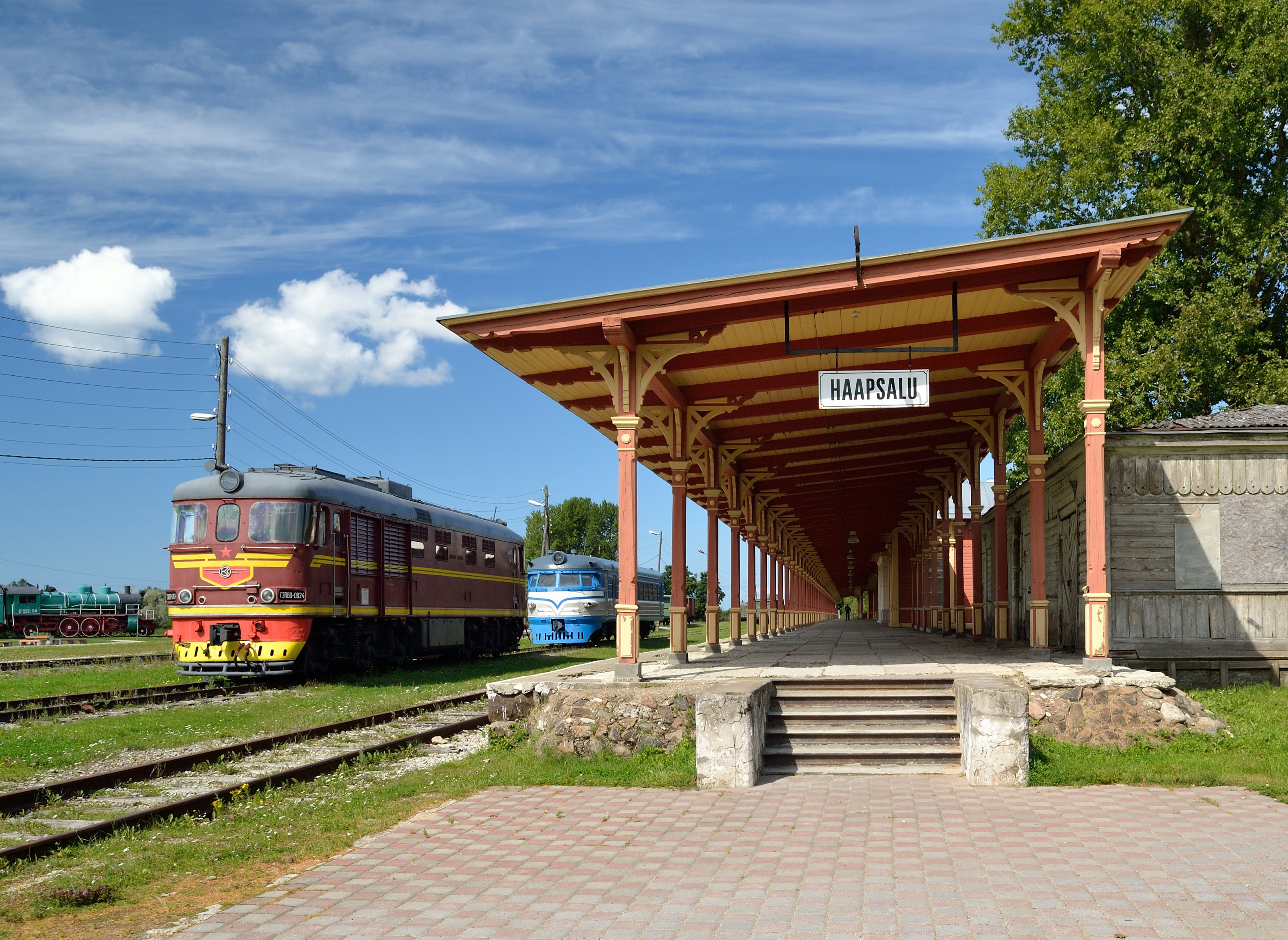
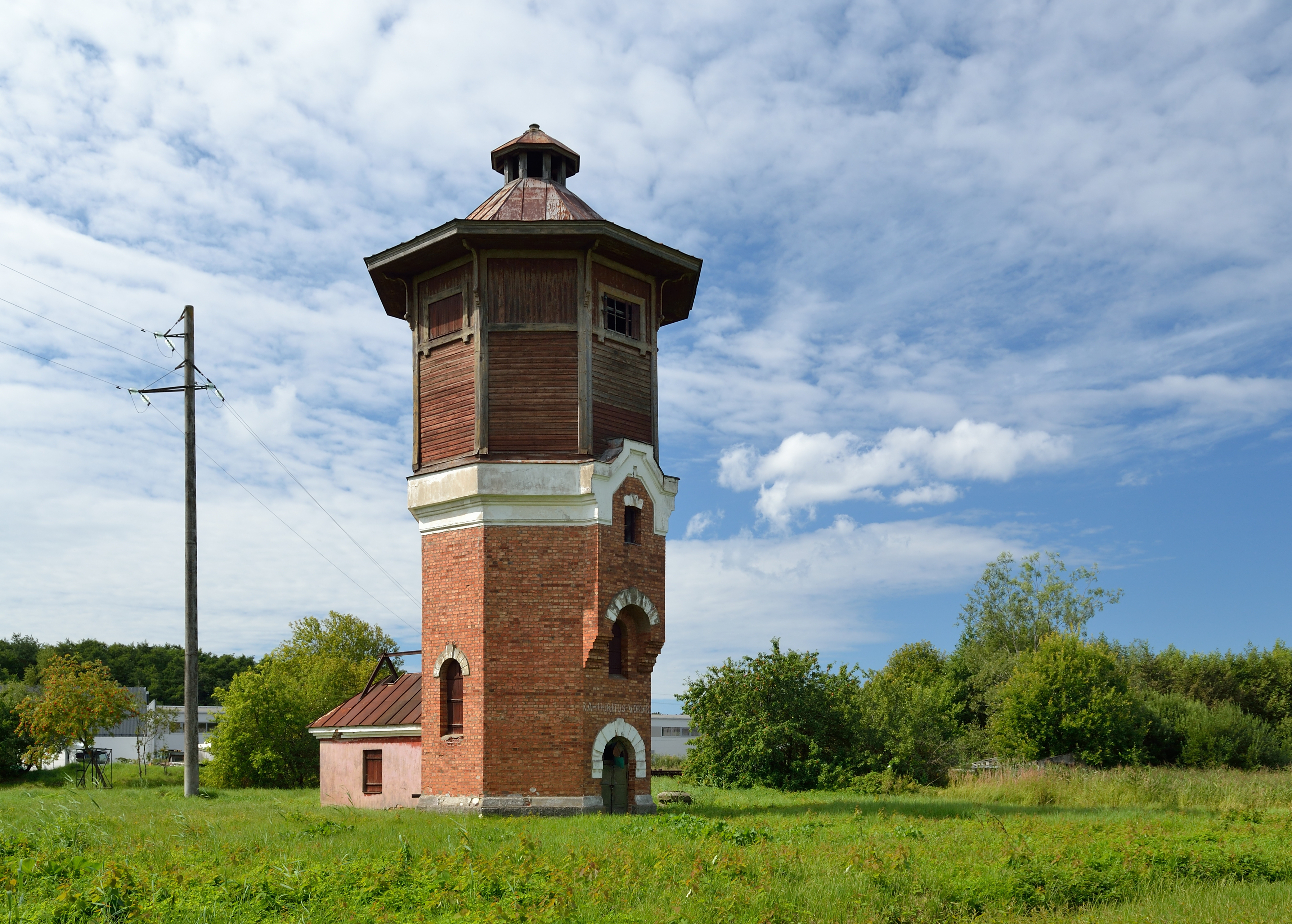
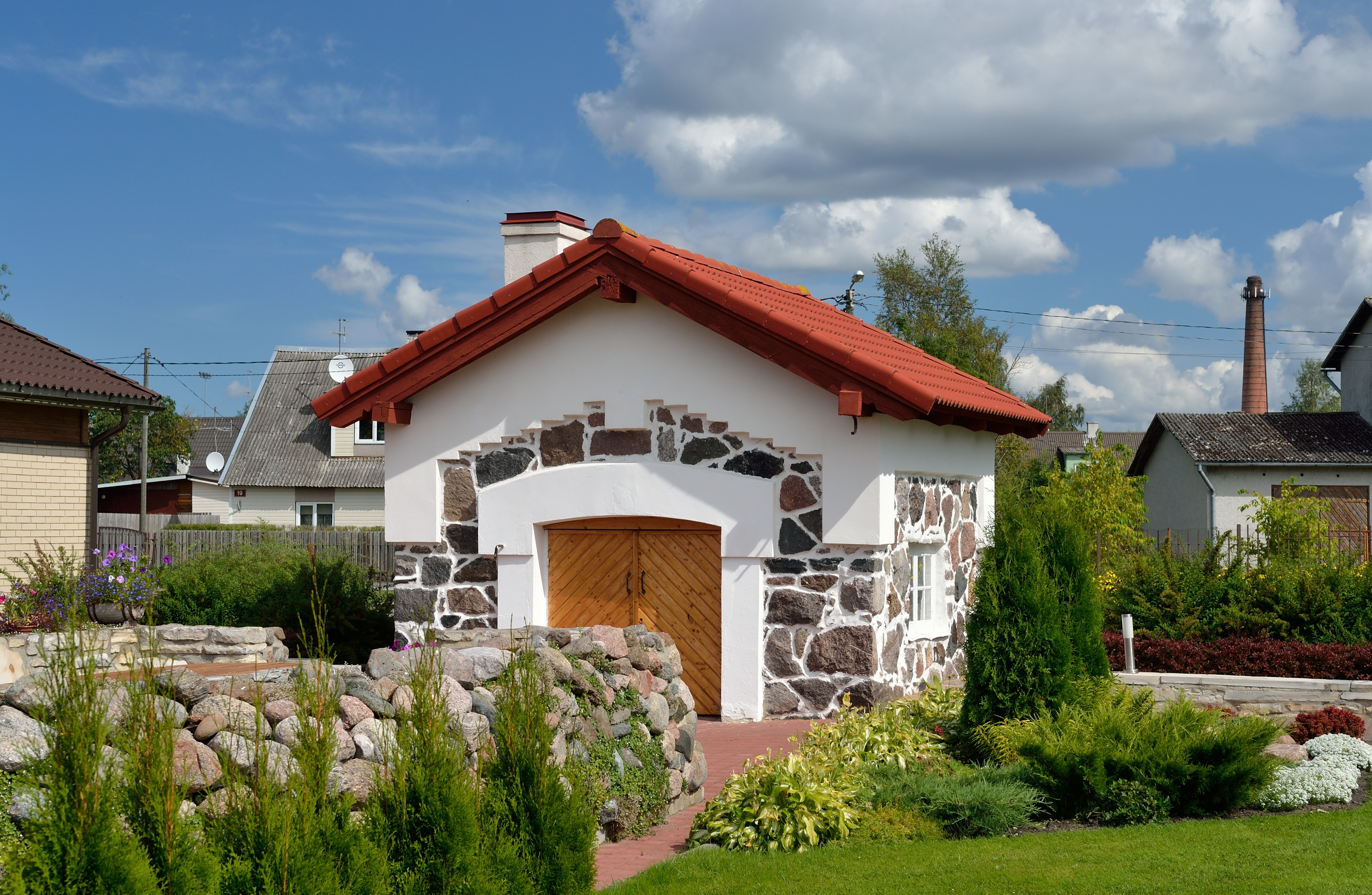
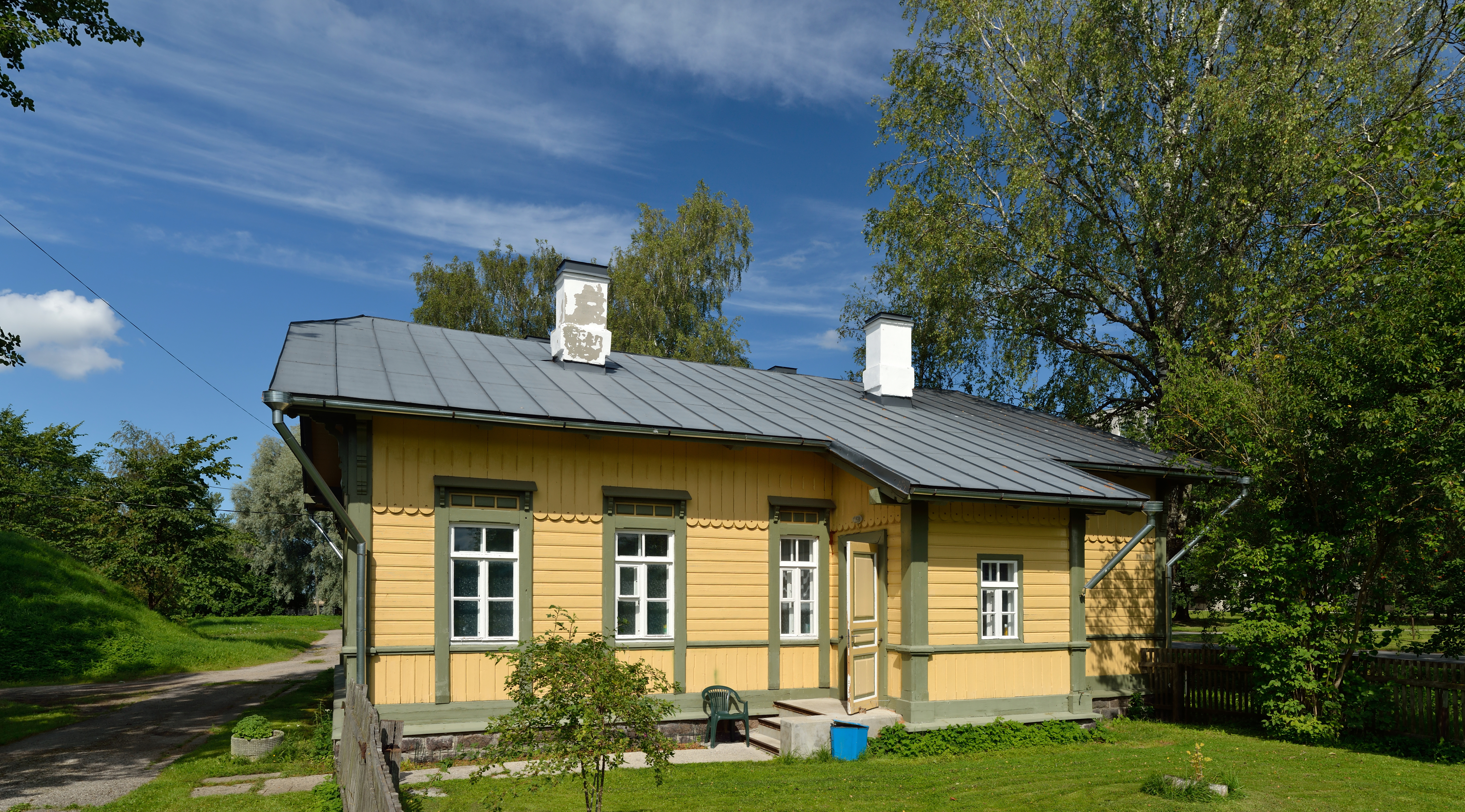
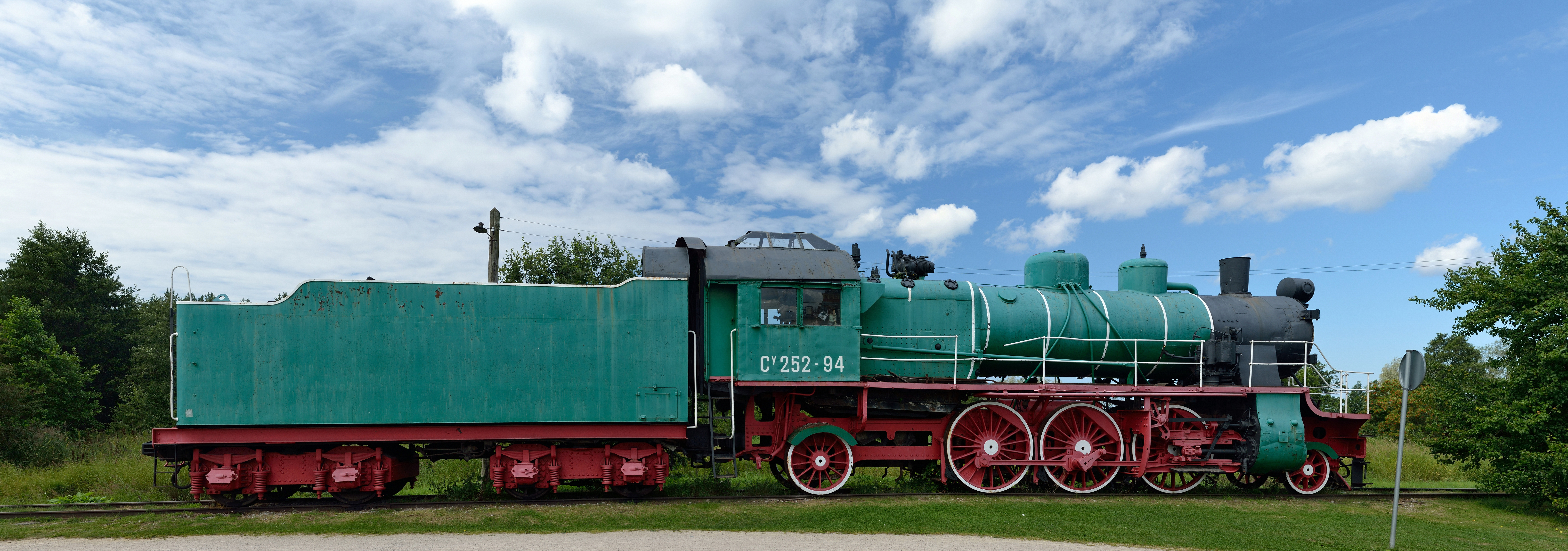

## Municípios geminados
Haapsalu é geminada com:
| - Almere Países Baixos - Borovichí, Rússia - Eskilstuna, Suécia - Fundão, Portugal | - Greve in Chianti, Itália - Haninge, Suécia - Hanko, Finlândia | - Loviisa, Finlândia - Rendsburg, Alemanha - Uman, Ucrânia |